# Quintero
Quintero é uma comuna da província de Valparaíso, localizada na Região de Valparaíso, Chile. Possui uma área de 147,5 km² e uma população de 21.174 habitantes (2002).